# Václav Lavička (fotbalista)
Václav Lavička (22. května 1958 – 17. ledna 2014, Plzeň) byl český fotbalista, brankář.

## Fotbalová kariéra
V československé lize chytal za Škodu Plzeň a RH Cheb. Nastoupil ve 125 ligových utkáních. V juniorské reprezentaci nastoupil ve 2 utkáních.

## Ligová bilance
| Ročník                                   | Zápasy | Góly | Klub        |
| ---------------------------------------- | ------ | ---- | ----------- |
| 1. československá fotbalová liga 1977/78 | 1      | 0    | Škoda Plzeň |
| Česká národní fotbalová liga 1978/79     | -      | 0    | RH Cheb     |
| 1. československá fotbalová liga 1979/80 | 29     | 0    | RH Cheb     |
| 1. československá fotbalová liga 1980/81 | 26     | 0    | RH Cheb     |
| 1. československá fotbalová liga 1981/82 | 14     | 0    | RH Cheb     |
| 1. československá fotbalová liga 1982/83 | 9      | 0    | RH Cheb     |
| 1. československá fotbalová liga 1983/84 | 2      | 0    | RH Cheb     |
| Česká národní fotbalová liga 1984/85     | 21     | 0    | Škoda Plzeň |
| Česká národní fotbalová liga 1985/86     | 14     | 0    | Škoda Plzeň |
| 1. československá fotbalová liga 1986/87 | 16     | 0    | Škoda Plzeň |
| Česká národní fotbalová liga 1987/88     | 24     | 0    | Škoda Plzeň |
| 1. československá fotbalová liga 1988/89 | 27     | 0    | Škoda Plzeň |
| CELKEM 1. liga                           | 125    | 0    |             |